# Инокентий XIII
Папа Инокентий XIII, роден като Микеланджело деи Конти (на италиански: Michelangelo dei Conti), заедно с папите Инокентий III (1198 – 1216), Григорий IX (1227 – 1241) и Александър IV (1254 – 1261), е член на фамилията Конти ди Сени.
Между 1697 и 1710 г. служи като папски нунций в Кралство Португалия, където се смята, че е формирал неблагоприятната си нагласа към йезуитите, която впоследствие оказва влияние върху политиката му спрямо тях.
Става кардинал при папа Климент XI (1700 – 21) през 1706 г., а папа – между 1721 до 1724 г. През 1721 г. добрата му репутация на способен, образован, чист и добронамерен човек му осигурява място на папския престол като наследник на Климент XI. Понтификатът му се е отличавал с благоденствие и без особени събития.
Инокентий XIII забранява на йезуитите да провеждат мисионерска дейност в Китай, както и нови членове да постъпват в ордена. Тези признаци на неговите пристрастия насърчават някои френски епископи да се обърнат към него с петиция за анулиране на папската була „Unigenitus“ („Първородни“), с която е заклеймен янсенизмът – молба, която обаче безапелационно бива отхвърлена.
|  | Тази страница частично или изцяло представлява превод на страницата Pope Innocent XIII в Уикипедия на английски. Оригиналният текст, както и този превод, са защитени от Лиценза „Криейтив Комънс – Признание – Споделяне на споделеното“, а за съдържание, създадено преди юни 2009 година – от Лиценза за свободна документация на ГНУ. Прегледайте историята на редакциите на оригиналната страница, както и на преводната страница, за да видите списъка на съавторите. ВАЖНО: Този шаблон се отнася единствено до авторските права върху съдържанието на статията. Добавянето му не отменя изискването да се посочват конкретни източници на твърденията, които да бъдат благонадеждни. |